# Pseudechiniscus ramazzottii
Pseudechiniscus ramazzottii är en djurart som tillhör fylumet trögkrypare, och som beskrevs av Walter Maucci 1952. Pseudechiniscus ramazzottii ingår i släktet Pseudechiniscus och familjen Echiniscidae.

## Underarter
Arten delas in i följande underarter:
- P. r. ramazzottii
- P. r. lineatus